# Риго-Больдерааская железная дорога
Риго-Больдерааская железная дорога — частная из железная дорога в Российской империи, построенная в 1871—1872 годах. Проложена по левому берегу Западной Двины. Протяжённость 17,3 версты.

## История
Концессия на линию утверждена 7 августа 1870 года. 14 июля 1871 года утвержден план Риго-Больдерааской ж. д. 1 января 1873 года открыто движение от станции Рига до гавани в устье Западной Двины.
10 декабря 1877 года устав общества прекратил свое действие, линия вместе с Мюльграбенской ветвью передана обществу Риго-Динабургской железной дороги, которая 4 февраля 1894 года выкуплена в казну, а с января 1895 года объединена вместе с Двинско-Витебская и Орловско-Витебская в единую Риго-Орловскую железную дорогу.

## Станции
- Рига II, узловая станция: Риго-Динабургская ж. д.

- Рига III Товарная
- Торенсберг (2,2 версты), узловая станция: Митавская ж. д.: линия на Митаву — Можейки.

- Зассенгоф (5,3 верст), узловая станция: Риго-Туккумская ж. д.

- Больдераа (15,2 версты)
- Дамба-Гавань (16,5 верст)